# Liga Komunista Iraultzailea
Liga Komunista Iraultzailea (LKI) fou la secció basca de la Lliga Comunista Revolucionària, un partit polític d'ideologia comunista i trotskista sorgit el 1970 d'una de les escissions de la VI Assemblea d'ETA. Es va presentar a les eleccions al Parlament Basc, a vegades en solitari, i a vegades amb l'EMK, però amb resultats minsos. El 1990 es va unir a l'Euskadiko Mugimendu Komunista (EMK) per a formar primer Batzarre (a Navarra) i després Zutik (a la Comunitat Autònoma Basca). Els seus caps foren Ramón Zallo, Joxe Iriarte "Bikila" Antxon Karrera i Josu Loroño. LKI editava Zutik, mentre que Iraultza Taldeak, la seva organització juvenil, edivata Utikan! i Zartadaka.

## Història
En la VI Assemblea d'ETA, celebrada a Itsasu (Lapurdi, Iparralde) l'estiu de 1970, es van enfrontar dos sectors: un d'ells, partidari de la preeminència de l'activitat terrorista; i l'altre, «obrerista», que advocava per la supeditació de la lluita armada a la lluita política duta a terme en aliança amb les organitzacions obreres. Aquest últim sector es va autoanomenar ETA VI Assemblea Iraultza ala hil ("Revolució o mort") o ETA-VI. Quan havia de celebrar-se la segona part de la VI Assemblea, al juliol de 1972, es va produir una nova escissió en una reunió de quadres formant-se dues tendències: el grup majoritari (els Majos) decideix integrar-se en l'organització trotskista Lliga Comunista Revolucionària (LCR), mentre que el grup minoritari (els Minos) es dissol en integrar-se els seus membres en altres organitzacions com la ORT, el PCE, o fins i tot novament en ETA.
Amb aquesta unió, la LCR es va implantar al País Basc i Navarra, on fins a aquest moment no tenia a penes presència, utilitzant el nom de LCR-ETA(VI). Després de la mort del dictador Francisco Franco, i en part per la dificultat d'explicar fora del País Basc aquesta referència a ETA, la LCR va suprimir l'afegit en 1976 i es va dividir, de manera que a la resta d'Espanya es va denominar des de llavors LCR, mentre que al País Basc i Navarra es va constituir de forma autònoma amb el nom de Liga Komunista Iraultzailea (LKI).
La primera assemblea de LKI, va tenir lloc a Arantzazu, en 1977, encara en la clandestinitat, i va acabar amb la detenció de tots els assemblearis (uns 150). A les eleccions generals d'aquest any va impulsar la candidatura Front per la Unitat dels Treballadors. Un dels militants de LKI en aquests anys va ser Germán Rodríguez, que va resultar mort a Pamplona en els incidents dels Sanfermines de 1978.
LKI va rebutjar tant la Constitució espanyola de 1978 com l'Estatut d'Autonomia del País Basc de 1979, i a més es va oposar a la permanència d'Espanya a l'OTAN en el referèndum de 1986.
De 1983 a 1986 va conformar la coalició Auzolan al costat de Langile Abertzale Iraultzaileen Alderdia (LAIA, un dels partits fundadors d'Herri Batasuna) i Nova Esquerra (escissió d'Euskadiko Ezkerra), sense obtenir uns resultats rellevants malgrat explicar també amb el suport d'Euskadiko Mugimendu Komunista (EMK).
Menys significatius encara van ser els resultats que va obtenir la coalició entre LKI i EMK en les eleccions al Parlament Basc de 1990. No obstant això, cinc mesos després, en març de 1991, LKI i EMK van decidir fusionar-se, donant lloc a Zutik al País Basc i Batzarre a Navarra. La convergència d'ambdues formacions va ser fruit d'un ampli debat sorgit en l'esquerra revolucionària basca com a conseqüència dels canvis ideològics plasmats en les diferents tendències marxistes europees després de la caiguda del Mur de Berlín en 1989. En la resta d'Espanya va ocórrer un procés paral·lel entre la Lliga Comunista Revolucionària i el Moviment Comunista, formant-se Izquierda Alternativa, però la fusió en aquest cas no va prosperar.